# Omar Al-Mukhtar
Omar Mukhtar, també conegut com a Omar al-Mukhtar (àrab: عمر المختار, ʿUmar al-Muẖtār) (Janzour, 20 d'agost de 1858-Suluq, 16 de setembre de 1931), fou un professor d'Alcorà i líder de la resistència líbia contra l'ocupació italiana.
Nascut a la petita població de Janzour, prop de Tobruk a l'est de Barqa (Cirenaica), va organitzar i, durant gairebé vint anys (començant l'any 1912), va liderar la resistència dels nadius cap al control italià de Líbia. Els italians el van capturar i penjar el 1931.